# Il cerchio rosso (film 1936)
Il cerchio rosso (The Crimson Circle) è un film del 1936 diretto da Reginald Denham, tratto dal romanzo omonimo di Edgar Wallace che, nel 1922 - anno di pubblicazione del libro - era già stato adattato per lo schermo con The Crimsom Circle, un film diretto da George Ridgwell. Un'altra versione cinematografico del romanzo fu quella tedesca del 1929, Der rote Kreis, diretta da Frederic Zelnik.

## Trama
I poliziotti di Scotland Yard indagano per trovare The Crimson Circle, un'organizzazione criminale di ricattatori e assassini.

## Produzione
Il film fu prodotto dalla Richard Wainwright Productions.

## Distribuzione
Distribuito dalla General Film Distributors (GFD), il film fu presentato a Londra il 26 marzo 1936, uscendo poi nelle sale britanniche il 10 agosto di quell'anno. In Italia, fu distribuito nel 1940 dalla Titanus Distribuzione.